# Ľubomír Moravčík
Ľubomír Moravčík (ur. 22 czerwca 1965 w Nitrze) – piłkarz, były reprezentant Czechosłowacji (42 występy, 7 goli) i Słowacji (37 występów, 6 goli). W 1990 uczestniczył w Mundialu we Włoszech, gdzie Czechosłowacja odpadła po meczu z Niemcami w ćwierćfinale, a Moravčik otrzymał wtedy czerwoną kartkę za kopnięcie swojego buta.
Moravčík grał w Plastika Nitra, AS Saint-Étienne, SC Bastia i MSV Duisburg, lecz największe sukcesy święcił w Celticu Glasgow, gdzie w listopadzie 1998 ściagnął go ówczesny trener Celtów Dr. Jozef Vengloš za jedyne 300.000£. Ľubomir szybko zaaklimatyzował się w Szkocji i zaczął tworzyć duet z Henrikiem Larssonem. W swoim pierwszym meczu w barwach Celticu 21 listopada 1998 strzelił 2 bramki w derbach Glasgow z Rangers. Celtic wygrał wtedy 5-1. W Celticu słowacki pomocnik występował do 2002 roku. Zdobył z tym klubem dwa mistrzostwa Szkocji (w 1998 i 2002), Puchar Szkocji (2001) oraz trzy Puchary Ligi Szkockiej (1998, 2000, 2001).
Karierę kończył w 2002 roku w japońskim klubie JEF United Ichihara Chiba.
Dziś Ľubomir Moravčík jest trenerem. Pracował z reprezentacją Słowacji do lat 16. W latach 2004–2005 był trenerem MFK Ružomberok. Od 2008 roku do 2010 roku prowadził FC Zlaté Moravce.